# Седьмая студия
«Седьма́я сту́дия» — театральная труппа, созданная режиссёром Кириллом Серебренниковым в 2012 году на основе собственного актёрско-режиссёрского курса в Школе-студии МХАТ.

## История
Проект «Седьмая студия» вырос из экспериментального актёрско-режиссёрского курса, набранного в 2008 году Кириллом Серебренниковым в Школе-студии МХАТ. «Седьмая студия» — очередной этап в истории студий Московского Художественного Театра, первая из которых была создана в 1912 году К. С. Станиславским и Л. А. Сулержицким.
Серебренников обучал своих студентов по собственной методике, главной целью которой было воспитать актёров, готовых к работе в самых нестандартных проектах. Артисты студии не только играют драматические роли, но и поют, танцуют, сочиняют музыку. Они не знают запретов в искусстве и понимают театр прежде всего как личностное высказывание, при котором актёр не прячется за героем, а говорит сам от себя, от первого лица.

Игорь Верник: …Про вас, вообще про этот курс говорили, что вы какие-то, как инопланетяне были … другие, чужие. В таком, в хорошем смысле этого слова. Такие дерзкие, со своим правом, не признающие вот этих законов, которые были до них, строящие свою реальность. Но тем не менее … вы так в друг друга по-человечески влюбленные и сцементированные, и такие хорошие ребята оказались. Это, конечно, какое-то открытие для меня.

Александр Горчилин: Я понимаю, что за этим стоит большая всё-таки заслуга нашего мастера, который сумел взять на себя, во-первых, ответственность, потому что, я думаю, набрать курс, с которого он никого не отчислял, хотя во МХАТе, в Школе-студии МХАТ, есть привычка и даже скорее …

И.В.: И даже правило.

А.Г.: … отсеивать людей. Он сказал: «Я набираю курс, для того, чтобы их учить. Зачем я беру людей для того, чтобы их отчислять? Это неправильно». И это уже был первый сильный жест. Вместо того, чтобы 10 раз в день заниматься актёрским мастерством, мы изучали, как писать музыку, изучали своё тело, писали музыку, философию нам какую-то дополнительную преподавали. И это нас так наполняло и развивало с разных сторон. Нам всем стало гораздо интереснее из-за того, что мы, видимо, были не такими, как все. Это нас очень сильно сплотило. И то, что мы так были влюблены и любим сейчас нашего мастера, это нас держит до сих пор. И то, что мы остались одним театром в итоге … это какая-то очень трогательная … трогательное и правильное состояние.
— Интервью Александра Горчилина в передаче "2 Верник 2" на телеканале "Культура"
Среди педагогов, в разное время преподававших на курсе, были Михаил Лобанов, Андрей Кузичев, Александр Маноцков, Константин Мишин, Ирина Гонто, Антон Васильев, Фёдор Лавров, Марина Голуб, Чулпан Хаматова, Елена Морозова.
Свои первые спектакли «Седьмая студия» играла в Центре современного искусства «Винзавод» и на Новой сцене МХТ им. Чехова.
В сентябре 2012 года было объявлено о приходе «Седьмой студии» в качестве одной из групп-резидентов в созданный Кириллом Серебренниковым «Гоголь-центр».
Сегодня в репертуаре студии — спектакли в самых различных жанрах, от драматических постановок до мюзикла и оперы. Также актёры студии активно заняты в репертуаре «Гоголь-центра», где играют вместе с артистами труппы Московского драматического театра им. Н. В. Гоголя.

## Спектакли «Седьмой студии»
- 2009 — «CAIN/КАИН» по мотивам мистерии Джорджа Байрона «Каин» (режиссёр — Кирилл Серебренников, хореографы — Константин Мишин и Ирина Гонто). Центр современного искусства «Винзавод», Москва.
- 2010 — «Герой нашего времени» по роману Михаила Лермонтова (режиссёр — Кирилл Серебренников). Центр современного искусства «Винзавод», Москва.
- 2010 — Поэтический перформанс «Красная ветка» по российской современной поэзии (режиссёры — Женя Беркович, Илья Шагалов, Александр Созонов, Максим Мышанский). Центр современного искусства «Винзавод», Москва.
- 2011 — «Отморозки» по мотивам романа Захара Прилепина «Санькя» (режиссёр — Кирилл Серебренников)[3]. Проект «Платформа» в Центре современного искусства «Винзавод» (с 2013 года — в репертуаре «Гоголь-центра»), Москва.
- 2011 — «Феи» по пьесе Ронана Шено (режиссёр — Давид Бобе, Франция). МХТ им. А. П. Чехова (с 2014 года — в репертуаре «Гоголь-центра»), Москва.
- 2012 — Опера Юрия Лобикова «Охота на Снарка» по «агонии в 8 воплях» Льюиса Кэрролла (режиссёр — Кирилл Серебренников). Проект «Платформа» в Центре современного искусства «Винзавод» (с 2013 года — в репертуаре «Гоголь-центра»), Москва.
- 2012 — «Жаворонок» по Жану Аную (режиссёр — Женя Беркович). МХТ им. А. П. Чехова, Москва.
- 2012 — «Сон в летнюю ночь» по комедии Уильяма Шекспира (режиссёр — Кирилл Серебренников). Проект «Платформа» в Центре современного искусства «Винзавод» (с 2013 года — в репертуаре «Гоголь-центра»), Москва.
- 2012 — «Метаморфозы» по мотивам мифов Овидия (режиссёры — Давид Бобе, Кирилл Серебренников). Проект «Платформа» в Центре современного искусства «Винзавод» (с 2013 года — в репертуаре «Гоголь-центра»), Москва.
- 2013 — Мюзикл Стивена Сейтера и Дункана Шейка «Пробуждение весны» (режиссёр — Кирилл Серебренников). «Гоголь-центр», Москва.
- 2013 — «Гамлет» по пьесе Уильяма Шекспира (режиссёр — Давид Бобе, Франция). «Гоголь-центр», Москва.
- 2014 — «(М)ученик» по пьесе Мариуса фон Майенбурга «Мученик» (режиссёр — Кирилл Серебренников). «Гоголь-центр», Москва.
- 2015 — «Озеро» по пьесе Михаила Дурненкова (режиссёр — Сергей Виноградов). «Гоголь-центр», Москва.

## Участники «Седьмой студии»

#### Актеры
- Филипп Авдеев
- Евгения Афонская
- Артур Бесчастный
- Игорь Бычков
- Антон Васильев
- Александр Горчилин
- Дмитрий Жук
- Яна Иртеньева
- Никита Кукушкин
- Юрий Лобиков
- Светлана Мамрешева
- Риналь Мухаметов
- Мария Поезжаева
- Александра Ревенко
- Харальд Томпсон Росенстром
- Илья Ромашко
- Евгений Сангаджиев
- Екатерина Стеблина
- Михаил Тройник
- Иван Фоминов
- Артём Шевченко
- Роман Шмаков

#### Режиссеры (выпускники)
- Женя Беркович
- Александр Созонов
- Максим Мышанский
- Илья Шагалов

#### Режиссеры (сотрудничество)
- Евгений Кулагин
- Денис Азаров
- Филипп Григорьян
- Девид Бобе
- Максим Диденко
- Лера Суркова

## Дело «Седьмой студии»
В мае 2017 года Следственный комитет провёл обыск в квартире Кирилла Серебренникова и в помещениях руководимого им «Гоголь-центра». Расследование связано с нецелевым использованием государственной субсидии, выделенной «Седьмой студии» в 2011—2014 гг. После допроса Кирилл Серебренников получил статус свидетеля в процессе. Ряд деятелей культуры России, в том числе Чулпан Хаматова, Евгений Миронов и Фёдор Бондарчук выразили поддержку Серебренникову. Бывший генеральный директор «Седьмой студии» Юрий Итин и бывший главный бухгалтер организации Нина Масляева были задержаны. Позднее Итин был отправлен под домашний арест, а Нина Масляева осталась под стражей.
Обвиняемые в суде не отрицали, что бюджетные средства действительно были обналичены.
В июне 2017 года бывший генеральный продюсер «Седьмой студии» и бывший директор «Гоголь-центра» Алексей Малобродский был задержан в связи с подозрениями в хищении государственной субсидии, выделенной «Седьмой студии» на постановку спектакля «Сон в летнюю ночь», в размере 2.3 миллионов рублей. В суде прокурор заявила об отсутствии доказательств существования спектакля, что вызвало бурную критику в обществе, так как спектакль был поставлен и сейчас является частью репертуара «Гоголь-центра». На заседании суда 17 июля 2017 года прокурор сообщил о том, что содержание Малобродского под стражей незаконно, так как уголовное дело было возбуждено только в день заседания, однако, суд оставил его и Нину Масляеву под стражей, а Юрия Итина под домашним арестом до 19 октября.
26 июня 2020 года Мещанский суд Москвы признал фигурантов виновными в хищении бюджетных средств в размере 129 млн рублей и приговорил:
- Кирилла Серебренникова — к трем годам лишения свободы условно и штрафу 800 тыс. рублей;
- Юрия Итина — к трём годам лишения свободы условно и штрафу 200 тыс. рублей;
- Алексея Малобродского — к двум годам лишения свободы условно и штрафу 300 тыс. рублей;
- Софью Апфельбаум — к штрафу 100 тыс. рублей.

18 ноября 2020 года стало известно, что Мосгорсуд рассмотрел жалобы на приговор Мещанского суда, вынесенный летом этого года по резонансному делу «Седьмой студии». Оспаривали приговор не все осуждённые — например, господин Серебренников, устав от уголовного разбирательства, решил оставить все как есть. Впрочем, Мосгорсуд отклонил все жалобы, оставив решение суда первой инстанции в силе.
14 июля 2021 года в Москве Второй кассационный суд общей юрисдикции отказал в жалобе Алексею Малобродскому и оставил в силе приговор. Малобродский, приговоренный к условному сроку и штрафу, настаивал на вынесении оправдательного приговора.

## Цитаты
- «Кирилл Серебренников, получив в своё распоряжение несколько залов „Винзавода“, открыл там целую художественную лабораторию, где можно путешествовать из жанра в жанр, соединяя их в самых экзотических формах. „Седьмая студия МХТ“ Серебренникова — новая точка отсчета в нашей театральной истории, идти по этому странному коридору страшно и интересно одновременно»[15] — Ксения Ларина, 2012.
- «В истории театра было немало талантливых курсов, где прекрасные педагоги ставили замечательные спектакли. А что потом, как сказал бы Е. А. Евтушенко? Потом молодые актёры разбредались, бились во все двери, подрабатывали Дедморозами, годами играли на выходах… Или просто спивались. Зато все по-честному, ура. Много ли мы знаем выпусков, которые стали театрами? Таганка, театр Фоменко, курс Додина. Нужны ли комментарии? Нужно ли объяснять, что вызревание курса в блестящий театр — не случайное явление природы? Дай Бог, чтобы „Седьмая студия“ когда-нибудь пополнила этот обидно короткий список»[16] — Игорь Иртеньев, 2012.

## Призы и награды
- 2011 — Гран-при Международного фестиваля студенческих и постдипломных спектаклей «Твой шанс» и спецприз Союза театральных деятелей (спектакль «Отморозки»)[17].
- 2012 — Российская национальная театральная премия «Золотая маска» в номинации «Лучший спектакль малой формы» (спектакль «Отморозки»)[18].